# Sédimatériau
Un sédimatériau est un « matériau » de construction (fond de couche, habitat, route..) produit à partir de sédiments traités de manière à les rendre stables, et utilisables comme produit manufacturé, par exemple sous forme de brique cuite (dans le cas de sédiments riches en argile) ou compressée avec de la chaux. Le traitement peut se faire in situ ou à distance.
Le choix du bon traitement, quand il est possible, demande une caractérisation, préalable du sédiment (qui est plus ou moins hétérogène selon les cas). Les analyses se font sur des échantillons de matériau, et sur la base d'indices provenant d'autres données connues (historique industriel et d'accidents, dont la pollution de l'eau du port, qui en France fait l'objet de suivi via le réseau RÉPOM (réseau de surveillance de la qualité de l'eau et des sédiments dans les ports maritimes) ).
Une déshydratation préalable au traitement est généralement nécessaire, passive ou éventuellement mécanisée.
Cette notion fait l'objet de réflexions pluridisciplinaires (Génie côtier, sédimentologie, qualité des sédiments – qualité des eaux – contamination – sédiments – toxicologie, écotoxicologie -  Dragage – Environnement littoral – Bassin hydrographique, etc.), qui pourraient dans un avenir proche aboutir à des processus de certification voire d'écocertification pour des matériaux présentant de bonnes performances en termes de cycle de vie (c'est-à-dire de sa production à son élimination ou recyclage).
C'est un des sujets (une des cibles) qui intéressent les « écoports ».

## Origine des sédiments
Les sédiments utilisables pour produire ces matériaux proviendront probablement le plus souvent de canaux, cours d'eau et de ports où il est le plus rentable et nécessaire de les extraire.
Dans la plupart des pays, des sédiments - dès qu'ils sont dragués et que leur gestion est faite à terre - relèvent des lois sur les déchets (et Directives en Europe).

## Limites
Tous les sédiments ne peuvent pas être transformé en sédimatériaux, pour plusieurs raisons ;
- critères techniques ; de tels critères sont habituellement exigés des matériaux de construction (performances techniques et fonctionnels, qualité architecturales, durabilité, sécurité, facilité d’entretien, résistance au feu, à la chaleur, etc) ,
- critères juridiques (déchet dangereux, non-dangereux)
- critères environnementaux et sanitaires (toxicité, écotoxicité) ou sociaux-environnementaux (acceptabilité sociale d'un matériau lui-même)
- critères de coûts de traitement (inertage, détoxication, etc.) ;

## Avantages
Ces matériaux présentent divers avantages, variant selon le lieu de production et la nature du sédiment utilisé
- création d’emplois locaux et non délocalisables,
- utilisation possible près du lieu de production, et transport par voie d'eau facilité.
- faible empreinte écologique par rapport à d'autres matériaux

Dans certains cas, ils pourront être présentés comme des écomatériaux.

## Aspects toxicologiques ou écotoxicologiques
Un sédimatériau doit présenter le moins de risque possible pour la santé et l'environnement lors de sa production, sa mise en œuvre et sa fin de vie ou recyclage. S'ils contient des métaux lourds ou d'autres toxiques, ils doivent être stabilisés ou inertés.
Il devrait être recyclable ou biodégradable sans émanations toxiques ou écotoxiques (pour l'homme, la faune, la flore et l'environnement…).
De nouvelles technologies environnementales dites de « bioremédiation », dont mycoremédiation sont utilisées ou testées pour dépolluer les sédiments de tout ou partie de leurs pollutions organiques.

## Freins au développement des filières
ce sont principalement :
- l'accès aux systèmes de certifications et d'assurance de matériaux, difficile pour les petites entreprises qui ont développé des écomatériaux ou qui les posent.
- les couts d'expérimentation à grande échelle
- Les assureurs couvrant la « garantie décennale », de même que par beaucoup de professionnels du bâtiment ou de maîtres d’ouvrage publics exigent en France des produits évalués par le Centre scientifique et technique du bâtiment (CSTB) (dont ne font pas partie nombre d'écomatériaux).
- le manque de méthodes normalisée et de critères partagés d'évaluation de la toxicité des sédiments

## Prospective et perspectives
Une filière « sédimatériaux » offrirait de nouveaux débouchés pour des sédiments souvent difficiles à valoriser (même quand ils ne sont pas pollués), faute de filière existante.
- Un « projet "Sédimatériaux" » : il est né en France dans les années 2000[7]. Il regroupe des volontés de collectivités et de gestionnaires de ports[1]. Il vise à élaborer, tester et valider, de manière partenariale, des moyens innovants et efficaces pour gérer à terre et de manière la plus rentable et soutenable possible les sédiments de dragage…

- Une « charte sédimatériaux » [8] : en France, cette charte concrétise le projet Sédimatériaux, à la suite d'un travail ayant réuni l'Ademe, différentes collectivités publiques, le ministère chargé de l'environnement et de nombreux acteurs portuaires ou de la gestion des déchets. La charte a été présentée à Lille au 5e salon Environord mi-2009 (10, 11 et 12 juin 2009) par la signature d'une charte Sédimatériaux (charte de préfiguration du projet "Sédimatériaux") entre la Région et l'État. La région Nord-Pas-de-Calais qui abrite 700 km de cours d'eau s'est particulièrement impliquée dans ce travail. L'ancien site de Métaleurop-Nord, situé et bord du canal de la Deûle, racheté par le Groupe SITA après la fermeture de l'usine, sera en partie consacré au traitement de sédiments.

- « Alluvio » : ce projet de stratégie à horizon de 20 ans (à écrire en a ans) porte a minima sur la gestion et la valorisation des sédiments fluviaux du grand nord de la France. Il associe Voies Navigables de France, l'Ademe, l'Agence de l'eau Artois-Picardie et la région Hauts-de-France. Il ecourage, dans une approche d'économie circulaire la production de matériaux durables (de construction, remblai...) fabriqués à partir de sédiments[9], en réponse au développement du transport fluvial dans le nord de la France (plus de 680 kilomètres de fleuves et canaux) implique un curage accru (100 à 200.000 m3/an[9]). Ce programme est ouvert aux collectivités et aux industriels. Ces acteurs sont invités à « mutualiser les ressources disponibles, établir la faisabilité technique et évaluer les marchés ». Il s'agit aussi produire un état des lieux (complet et chiffré), des plans d'actions (concertés et visant notamment à freiner « les apports sédimentaires, faire évoluer les sites de gestion et faire émerger des filières de valorisation, innovantes, pérennes et rentables » en créant des « emplois non délocalisables »[9]). 
Le programme Alluvio comprend 4 étapes : 1) un faire le point sur la qualité de l'eau et des sédiments ; 2) identifier et caractériser les apports sédimentaires ; 3) évaluer des volumes à curer et traiter (⇒ besoins de séchage, filtration, tri granulométrique et traitements biologique, chimique, catalytique et/ou thermique...) ; 4) identifier des filières de valorisation (étude incluant le bassin parisien) et  la réglementation applicable. 
Les retours d'expérience (REX) de projets belgo-néerlandais de ce type seront étudiés[9]. 
Cette stratégie pourrait être déclinée dès 2019 et générer des emplois non délocalisables. Elle intègre l'approche « Sédimatériaux » qui a notamment montré que certains sédiments fluviaux, additionné à du sable de fonderie et des gravats issus de déconstruction permet de produire un béton, ou des briques valorisable, etc. Des sédiments stabilisés pourraient aussi être utilisés en remblais, en sous-couche routière ou pour couvrir des chemins ou encore pour couvrir des décharges ou des sols pollués[9].